# 민주사회당 (대한민국)
민주사회당(民主社會黨)은 1981년에 창당하여 1982년에 신정당과 합당하여 해산된 대한민국의 정당이다.